# مير أباد (أشنوية)
مير أباد هي قرية في مقاطعة أشنوية، إيران. عدد سكان هذه القرية هو 1,041 في سنة 2006.